# West-Cappel Churchyard Cemetery
Le cimetière «West-Cappel Churchyard Cemetery  » est un cimetière militaire de la Seconde Guerre mondiale situé sur le territoire de la commune de West-Cappel, Nord.

## Localisation
Ce cimetière est situé derrière l'église paroissiale Saint-Sylvestre de West-Cappel.

## Historique
Le 10 mai 1940, les Allemands envahissent la Belgique, les Pays-Bas et la France. Les troupes franco-britanniques sont débordées et sont contraintes de se replier aux alentours de Dunkerque. Hitler  décide alors d'arrêter sa progression espérant négocier une paix séparée avec le gouvernement britannique. Cela ne se produit pas et les alliés profitent de ces quelques jours de répit pour consolider leurs défenses, ce qui leur permettra d'évacuer 300 000 soldats français et anglais vers l'Angleterre, opération que l'on nommera la Bataille de Dunkerque.
C'est au cours des combats livrés lors du retrait du corps expéditionnaire allié que tomberont la plupart des soldats britanniques inhumés dans ce cimetière pour la plupart les 28 et 29 mai 1940 .

## Caractéristiques
Le cimetière contient maintenant 38 sépultures britanniques de la Seconde Guerre mondiale.

## Galerie

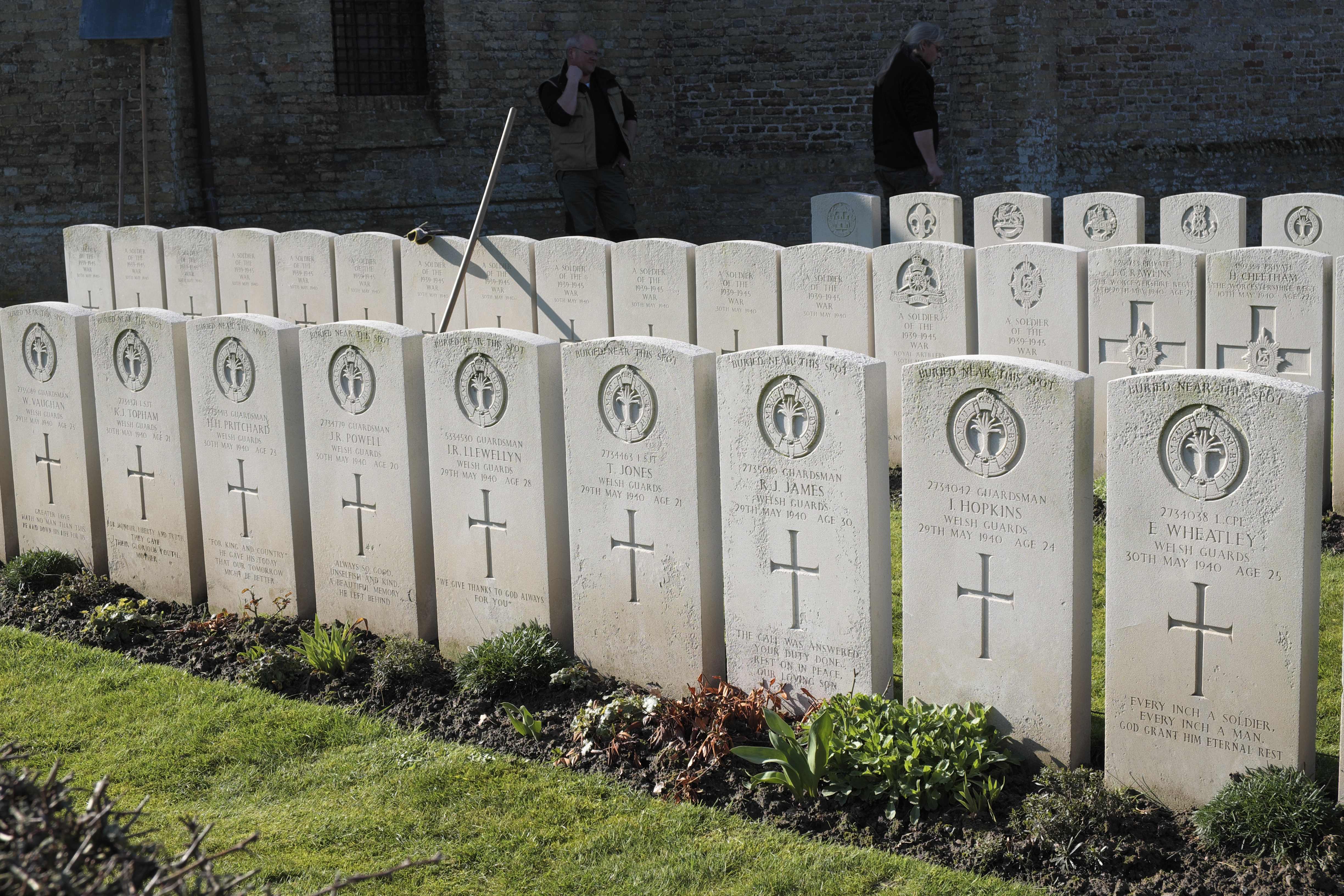
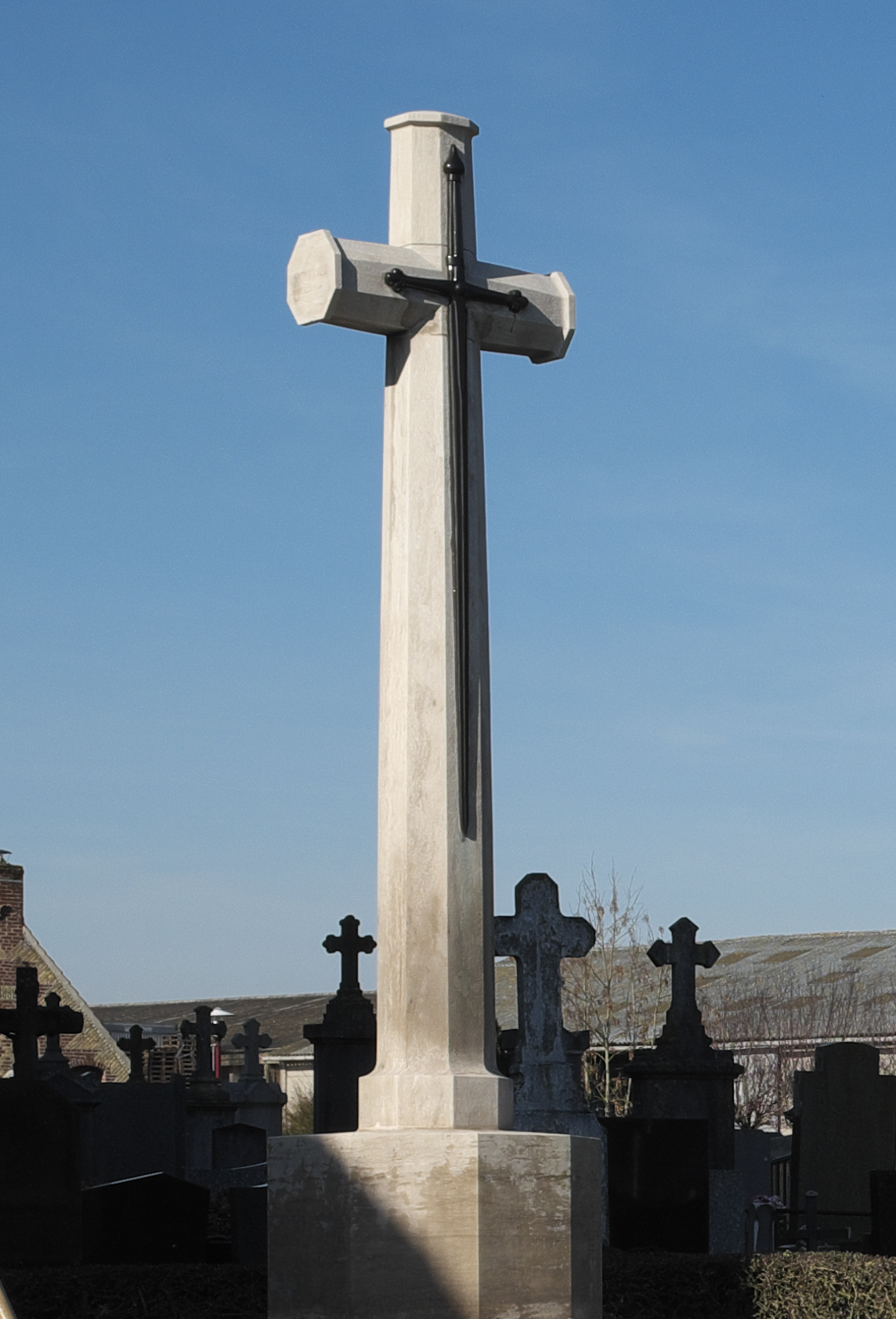
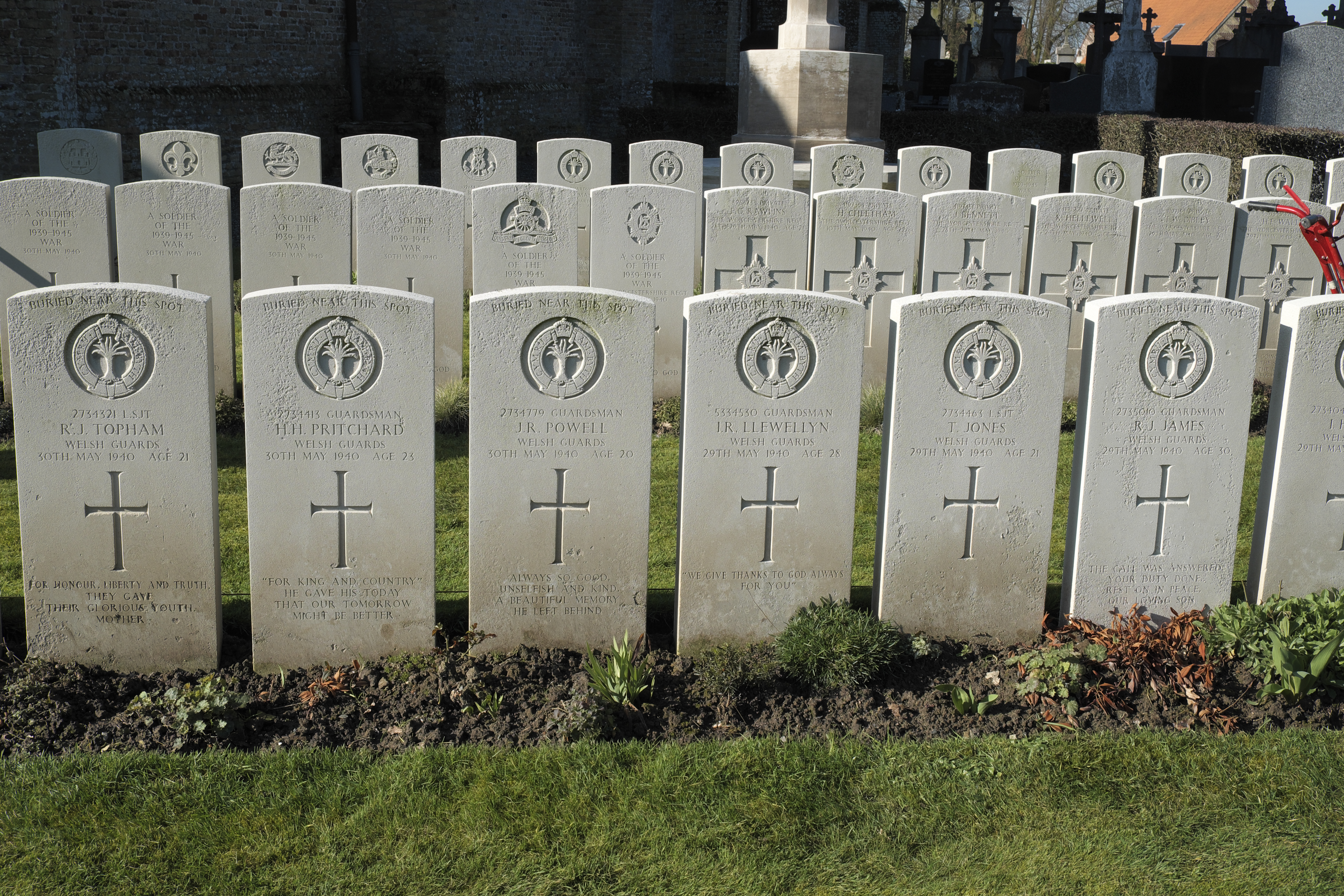

## Sépultures
| Pays        | Sépultures |
| ----------- | ---------- |
| Royaume-Uni | 38         |